# Stazione di Levico Terme
Levico Terme è una stazione ferroviaria sulla linea della Valsugana Trento – Venezia a servizio della città lacustre di Levico Terme: questa si trova tra le stazioni di Roncegno Bagni-Marter e quella di Caldonazzo.

## Dati ferroviari
Il fabbricato viaggiatori ricorda lo stile degli edifici austro-ungarici di fine XIX secolo. Lo stesso stile si ritrova nelle stazioni di Roncegno e di Borgo Centro. All'interno del fabbricato si trova un bar molto frequentato. Sotto la veranda interna si trova la biglietteria self-service.
I binari sono 3, ma solo il 1º e 2º vengono utilizzati per il servizio viaggiatori. Il 3º binario veniva utilizzato dai convogli merci, che caricavano presso l'adiacente stabilimento di imbottigliamento dell'acqua Levico Casara.

## Movimento passeggeri e merci
Nella stazione fermano tutti i treni con destinazioni per Trento, Bassano del Grappa, Venezia e Padova, a servizio dei numerosi pendolari.

## Servizi
La stazione dispone di:
- Biglietteria self-service
- Fermata autolinee
- Parcheggio
- Bar
- Servizi igienici (solo per i clienti del bar)